# Csinling-panda
A Csinling-panda más néven barna panda (Ailuropoda melanoleuca qinlingensis) az óriáspanda egyik alfaja, melyet az 1960-as években fedeztek fel, de csupán 2005-ben ismerték el alfajként.

## Elterjedése
Az alfaj elterjedése a Csinling-hegységre korlátozódik, ahol 1300–3000 méter közötti tengerszint feletti magasságban található meg. Jellegzetes bunda színe valószínűleg a beltenyészet következménye lehet, mivel a populációja el van zárva az egyéb genetikai hatásoktól, így ezen mutáció képes volt fennmaradni.

## Megjelenése
Az ismertebb "közönséges pandától" abban különbözik, hogy koponyája kisebb, bundája sötét-vagy világosbarna színű és kisebb termetű. Szemfoltjai az alsószemhéj alatt találhatóak, nem a szem körül.

## Természetvédelmi helyzete
A Csinling-panda nagyon ritka állat; a 2001-es becslések alapján kevesebb, mint 100 egyede élt vadon.
1989 augusztus 30-án egy nőstény egyedet fogtak be a vadonban és a Xi'an-i állatkertbe vitték, hogy a közönséges alfajjal pároztassák össze. Az állatnak fekete-fehér bundájú "félvér" bocsai születtek, de a beszámolók szerint az idő múlásával fokozatosan barnulni kezdtek. Ezenkívül még három bocsnak adott életet, amelyek születésük után nem sokkal elpusztultak. Az anyapanda, Dan-Dan 2000-ben pusztult el.
Korlátozott elterjedésének köszönhetően a bambuszból álló étrendje mérgező anyagoknak volt kitéve. Annak ellenére, hogy ezen anyagok mibenléte nem teljesen ismert, annyit lehet tudni, hogy a légköri lerakódásból származó nehézfémek voltak. Így az alfaj jövője veszélybe kerülhet a Kínában tapasztalható légszennyezéseknek köszönhetően.
A fogazat egészsége fontos a Csinling-panda fennmaradása szempontjából. Túlélési esélye 5–20 év. Leggyakoribb fogászati problémák a kopások és a törések. Ez a két rendellenesség befolyásolhatja az alfaj fennmaradását.

## Fordítás
- Ez a szócikk részben vagy egészben  a   Qinling panda című angol Wikipédia-szócikk fordításán alapul.  Az eredeti cikk szerkesztőit annak laptörténete sorolja fel. Ez a jelzés csupán a megfogalmazás eredetét és a szerzői jogokat jelzi, nem szolgál a cikkben szereplő információk forrásmegjelöléseként.